# Марина Муляєва
Марина Муляєва (30 квітня 1981) — казахська плавчиня.
Учасниця Олімпійських Ігор 2000, 2004, 2008 років.